# Hnačov
Obec Hnačov (německy Nadschow, též Hnadschow) se nachází v okrese Klatovy, kraj Plzeňský. Žije zde 84 obyvatel. Jižně od obce leží Hnačovský rybník s plochou 68,38 hektarů, který byl založen v roce 1613. Je to třetí největší rybník v Plzeňském kraji.

## Historie
První písemná zmínka o obci pochází z roku 1411. Od roku 1850 byl Hnačov součástí obce Plichtice. Osamostatnil se v roce 1907. V roce 1960 byl přičleněn k Plánici. Od 24. listopadu 1990 se stal opět samostatnou obcí. 

## Rodáci
- Václav Přerost (1918–1943), pilot 313. československé stíhací perutě RAF[5][6][7]

## Galerie

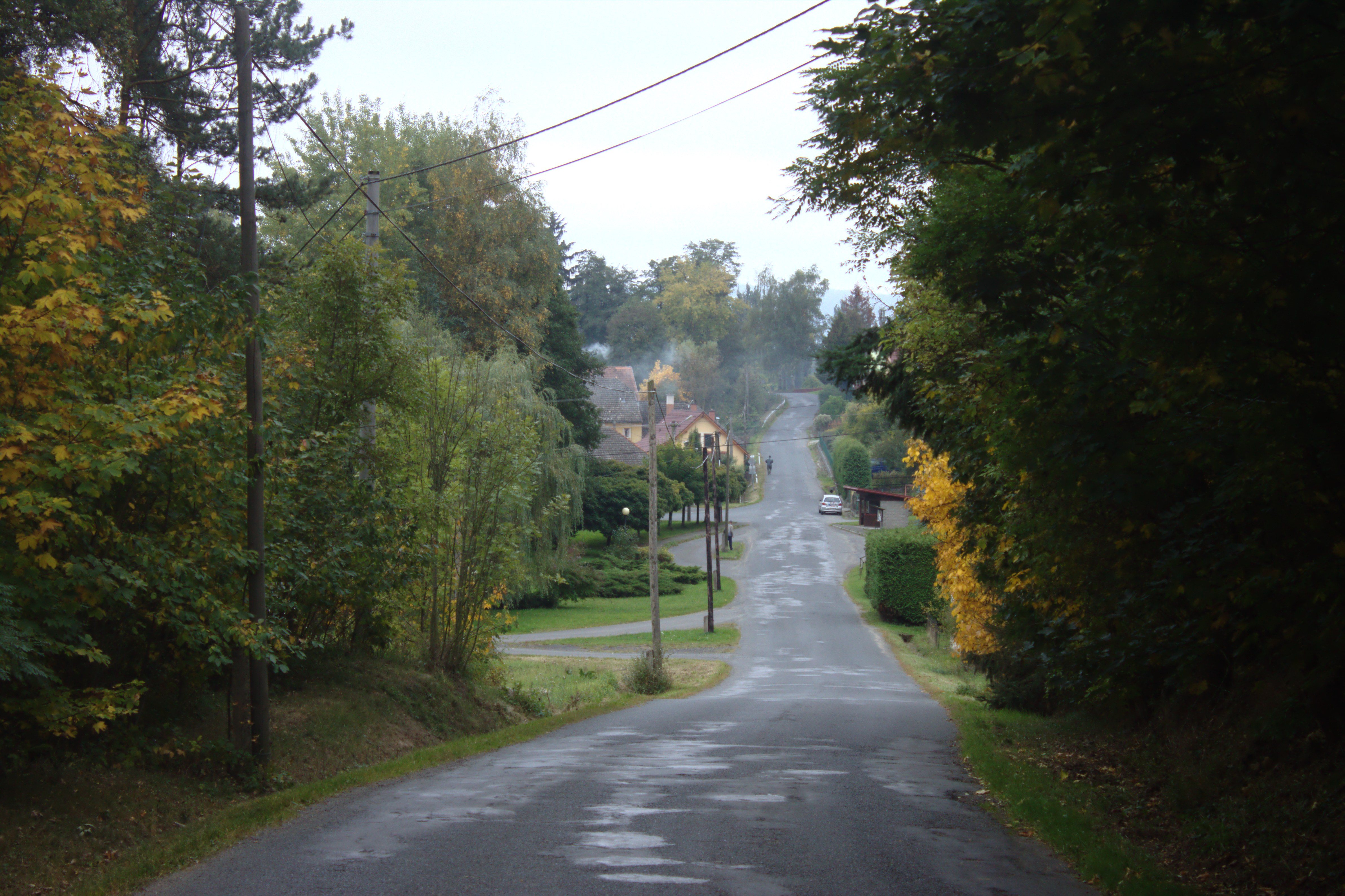
Hlavní silnice
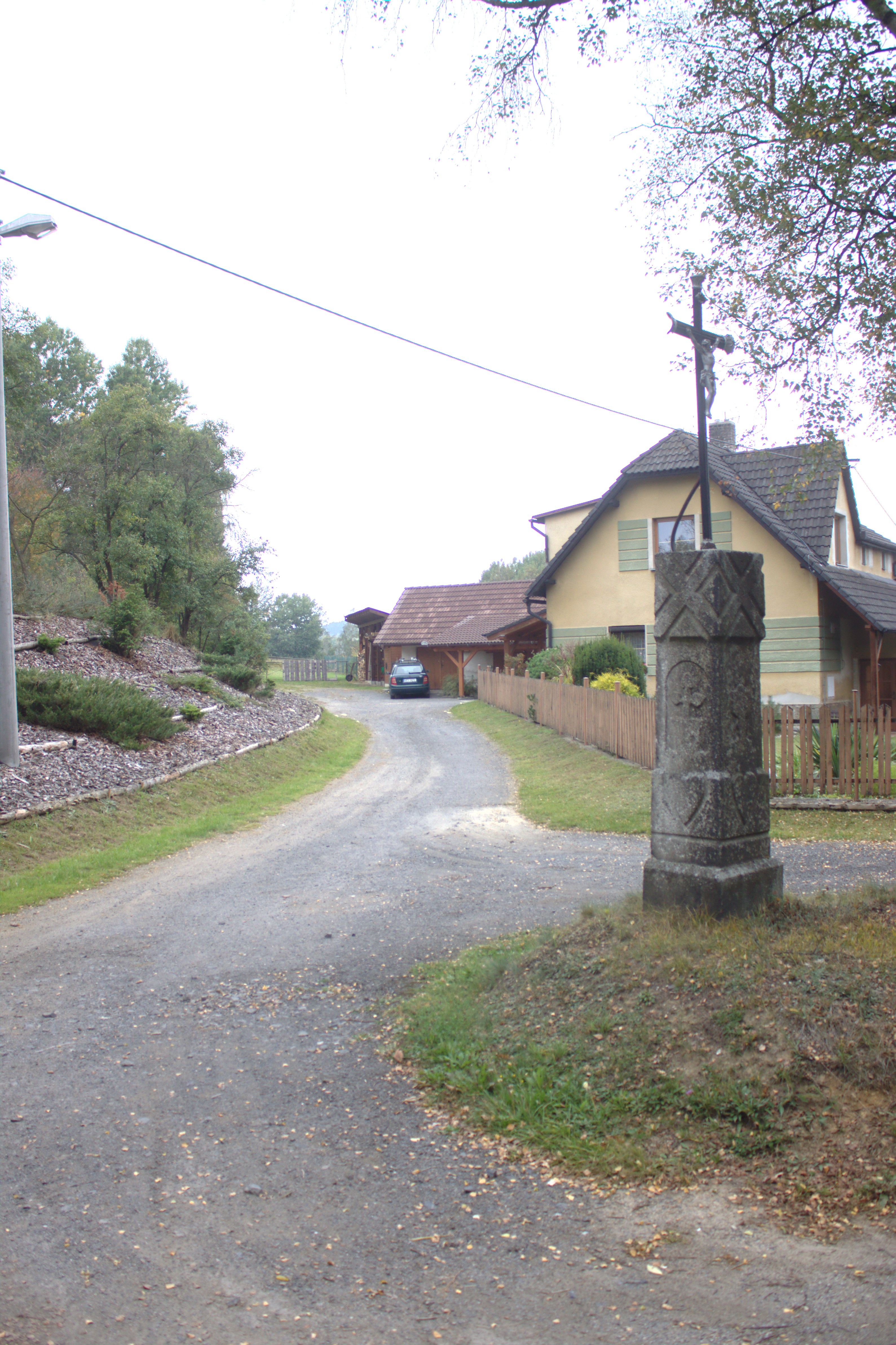
Kříž
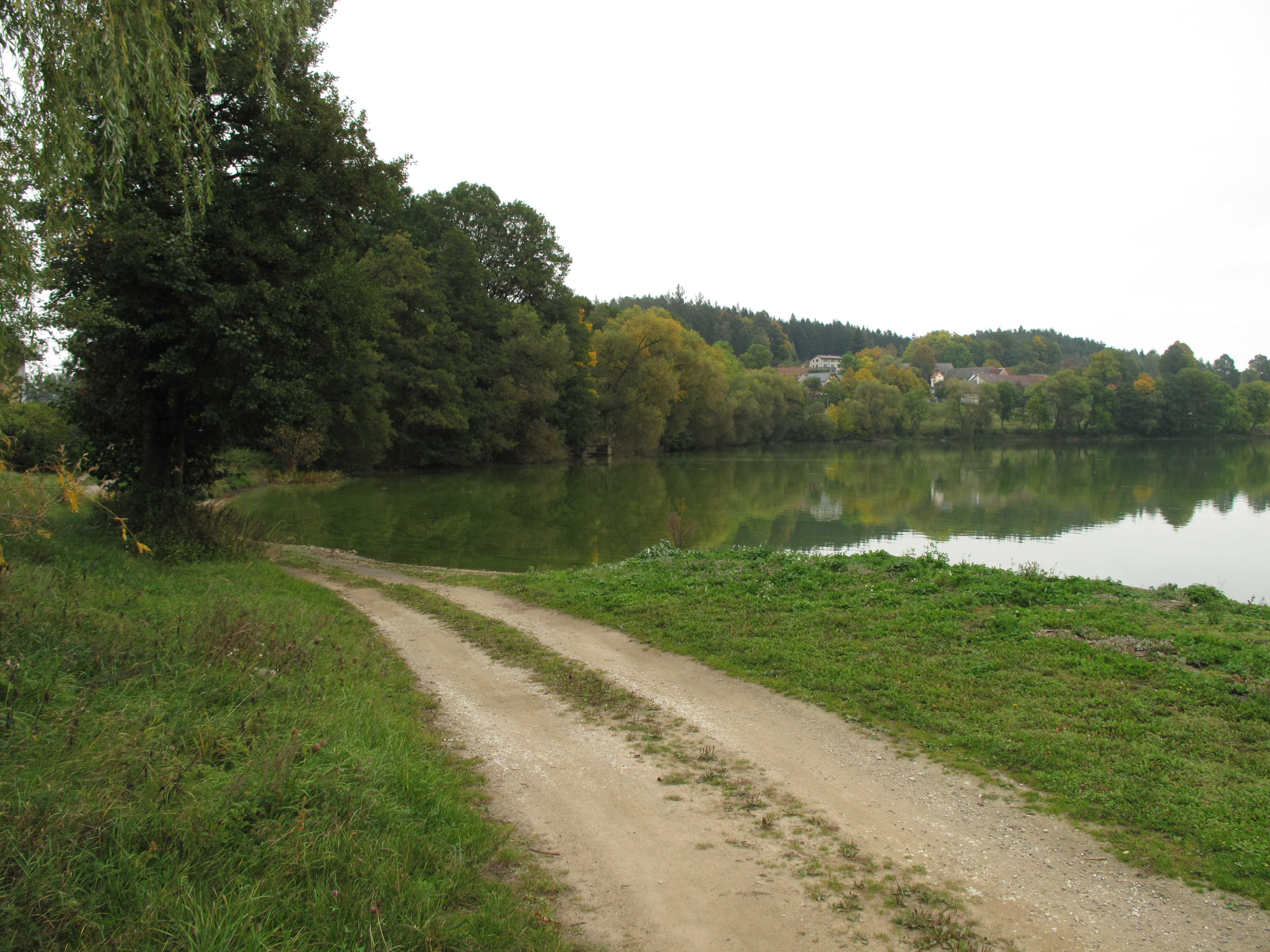
Hnačovský rybník